# أسامة رياض
أسامة رياض ( (بالأردوية: اسامہ ریاض)‏؛ 1993 أو 1994 - 23 مارس 2020)، طبيب باكستاني من غلغت بلتستان.   

## مسيرته المهنية
خلال ممارسة مهنته الطبية؛ قام بإجراء فحوصات كشف للحجاج الذين عادوا إلى باكستان من إيران.    
قام بعلاج مرضى العناية المركزة والحرجة الذين تم تشخيصهم بمرض فيروس كورونا 2019، على الرغم من عدم توفر معدات الوقاية الشخصية؛   وهي مخاطرة شخصية معروفة التي تزيد الخطر بشكل ملحوظ. 

## وفاته
توفي 23 مارس 2020 أثر مضاعفات نتجت بعد إصابته بمرض فيروس كورونا 2019، كان في سن ال 26 عند وفاته. كان رياض أول طبيب باكستاني يموت بسبب فيروس كورونا.
في تاريخ 27 مارس 2020 ؛ حاز على جائزة (Nishan-e-Kashmir) بعد وفاته، وهي تعتبر أعلى جائزة في الولاية، وقد منحه إياها رئيس الوزراء أزاد كشمير تكريما لخدماته.  تم وصف حادثة وفاة أسامة رياض من قبل حافظ حفيظ الرحمن؛ وهو رئيس وزراء غلغت-بلتستان، على أنها «مأساة وطنية». 